# Tom Keifer

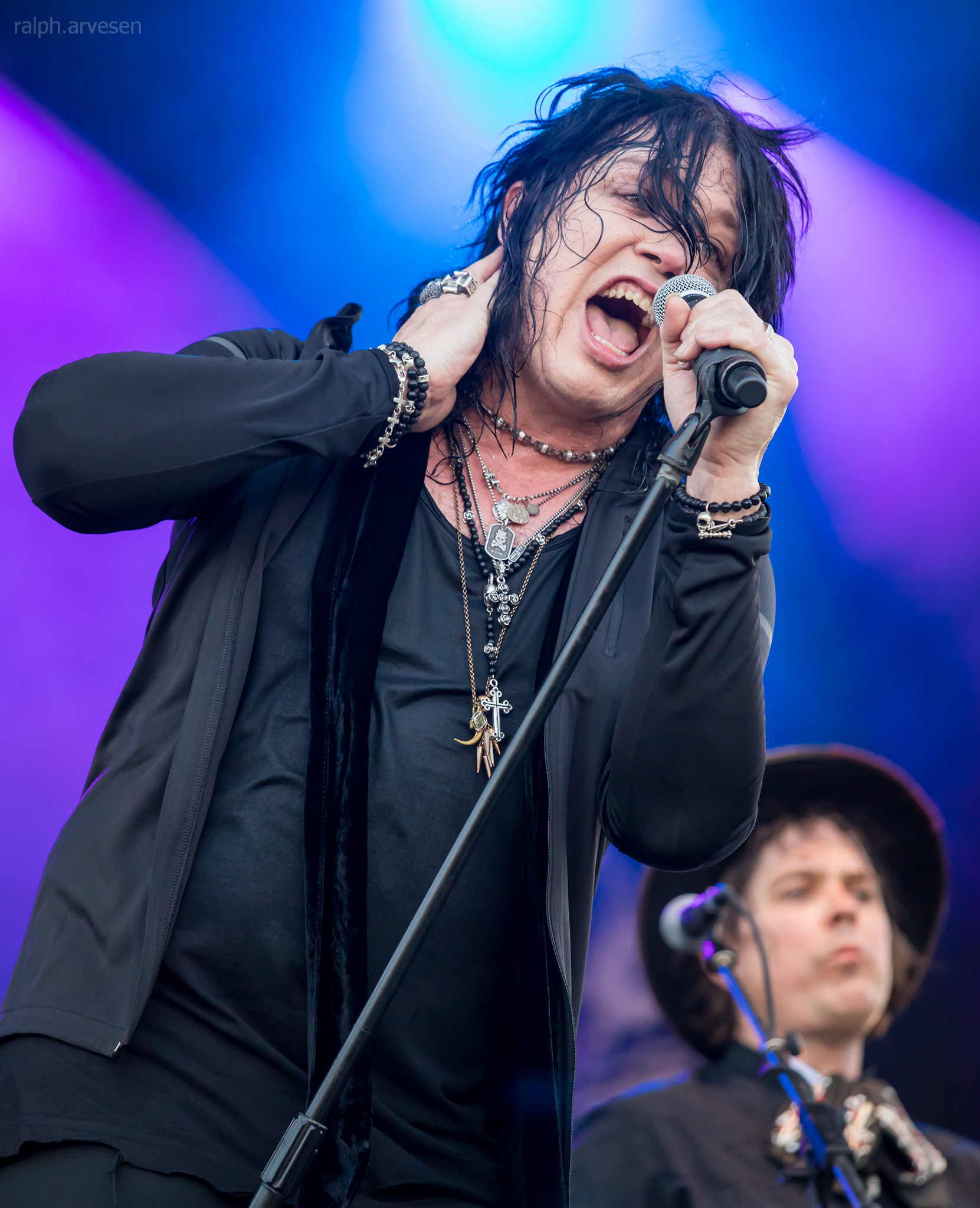
Tom Keifer am 21. April 2018 bei einem Auftritt in San Antonio

Carl Thomas Keifer (* 26. Januar 1961, in Springfield (Delaware County), Pennsylvania) ist ein US-amerikanischer Sänger, Gitarrist und Songwriter. Er ist Gründungsmitglied der Hardrock-Band Cinderella, mit der er auch seine bisher größten kommerziellen Erfolge hatte.

## Biografie
Tom Keifer wuchs in einer musikalischen Familie auf und begann in jungen Jahren bereits mit dem Gitarrenspiel. Er interessierte sich insbesondere für den Blues, der starken Einfluss auf sein späteres Songwriting hatte. Noch während seiner Zeit an der Junior High School wurde er Mitglied einer Rockband und spielte fortan E-Gitarre. Allerdings bekam er in der High School Probleme mit Alkohol und anderen Drogen und plante, die Schule abzubrechen, um eine Karriere als Berufsmusiker zu beginnen. Seine Mutter überredete ihn zur Fortsetzung des Schulbesuchs, indem sie ihm versprach, ihm zum erfolgreichen Abschluss eine Gitarre vom Typ Gibson Les Paul zu schenken. Nach dem Schulabschluss spielte Keifer unter anderem in den Bands „Saints in Hell,“ „Telapath“ und „Diamonds“.
Nachdem Keifer seine Suchtprobleme in den Griff bekommen hatte, konzentrierte er sich auf eine Karriere als Musiker. Er begann, eigene Songs zu schreiben und finanzierte seinen Unterhalt durch Hilfstätigkeiten bei Pferderennen und als Kurierfahrer für Fotolabore. Mit seinem Freund, dem Bassisten Eric Brittingham, gründete er 1982 die Gruppe Cinderella. Brittingham hatte schon bei „Saints in Hell“ mit Keifer gespielt. Keifer übernahm die Rolle des Sängers, weil beide niemanden fanden, dessen Gesang ihnen zusagte.

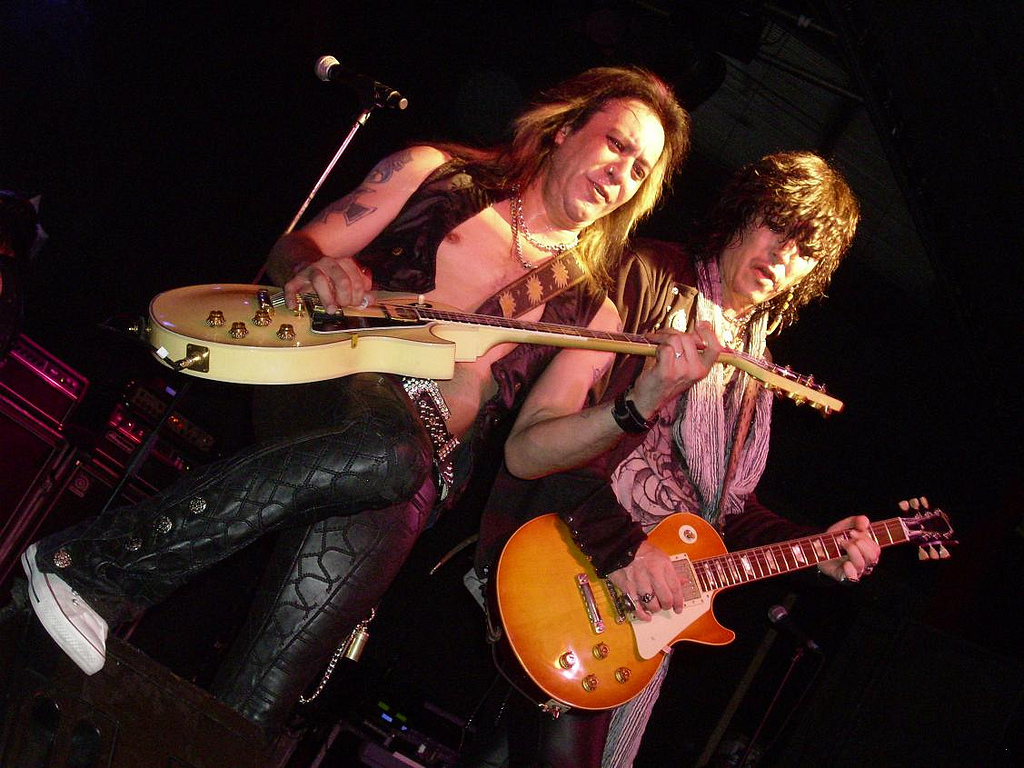
Keifer und Cinderella-Gitarrist Jeff LaBar bei einem Auftritt in Madrid (2011)

Cinderella wurden ursprünglich von Gene Simmons, dem Bassisten der Gruppe Kiss, entdeckt, der erfolglos versuchte, der Band einen Plattenvertrag zu vermitteln.
1985 gelang es jedoch Jon Bon Jovi den bekannten A&R-Manager vom Mercury Records, Derek Shulman, davon zu überzeugen, die Band unter Vertrag zu nehmen. Cinderella feierten in den folgenden Jahren mit Alben wie Night Songs, Long Cold Winter und Heartbreak Station große Erfolge. 1987 heiratete Keifer seine langjährige Freundin Emily, die auch das Logo für die Band entworfen hatte.
Während der US-Tournee zum Album Heartbreak Station verlor Keifer 1991 plötzlich seine Stimme. Er wurde in der Folge mehrfach operiert, die Tour musste abgebrochen werden. Durch die erforderliche Behandlung und den anschließenden Heilungsprozess wurden die Aufnahmen für das geplante vierte Album der Gruppe mehrfach verschoben.
1994 erschien nach langer Zeit das Album Still Climbing, das die Band ohne Schlagzeuger Fred Coury aufgenommen hatte, der 1992 ausgestiegen war. Auch infolge der inzwischen eingetretenen Grunge- und Alternative-Welle, vor allem aber wegen mangelnder Unterstützung ihrer Plattenfirma, floppte das Album. 1995 löste sich die Gruppe auf.
Keifer ließ weitere Operationen vornehmen, um seine Stimme zu erhalten, außerdem kämpfte er mit Depressionen. Er trennte sich von seiner Frau Emily und zog nach Nashville, wo er sich ein eigenes Tonstudio aufbaute. Er begann, Lieder für ein Soloalbum zu schreiben. 1997 unterbrach er die Arbeiten für ein geplantes Comeback mit Cinderella. Die Band tourte 1998 durch die USA und unterschrieb einen neuen Vertrag bei Sony Music, verloren diesen aber später, weil sie kein Material anzubieten hatten. Allerdings wurde eine Best-of-CD sowie das Livealbum Live at the Key Club veröffentlicht. Weitere Tourneen folgten 2000, 2002 und 2005, 2010 bereiste die Gruppe Europa und trat 2011 erstmals seit 10 Jahren auch wieder in Deutschland auf.
Während einer Konzertreise mit Poison verlor Keifer 2006 erneut seine Stimme. Es wurde eine neurologisch bedingte Lähmung (Parese) der Kehlkopfmuskulatur festgestellt. Ihm wurde gesagt, dass er wahrscheinlich nie wieder würde singen können. Um seine Karriere fortsetzen zu können, war es erforderlich, mithilfe von Logopäden, Stimmbildnern und Gesangslehrern die Stimmbänder so zu trainieren, dass sie wieder zum Singen genutzt werden konnten.
Neue Alben oder andere Aufnahmen von Cinderella sind nach Aussage Tom Keifers nicht zu erwarten, dieses Kapitel sei für ihn abgeschlossen.
2013 veröffentlichte Keifer schließlich sein Soloalbum The Way Life Goes, das 2017 noch einmal in einer Deluxe-Version aufgelegt wurde. Diese enthält neben den Songs der ursprünglichen Ausgabe zwei neu aufgenommene Versionen des Cinderella-Liedes Nobody’s Fool vom Album Night Songs, die Keifer im Duett mit Lzzy Hale (Halestorm) aufgenommen hatte, sowie die Coverversion von With a Little Help from My Friends. Der Veröffentlichung des Albums folgte eine längere Tournee, und 2019 erschien das zweite Soloalbum, das den Titel Rise trug.

## Privates
Keifer ist mit der Sängerin und Songwriterin Savannah Snow verheiratet. Im Februar 2004 kam ihr erstes Kind, Jaidan, zur Welt.

## Diskografie
Studioalben
- The Way Life Goes (2013)
- The Way Life Goes (Deluxe Edition) (2017)
- Rise (2019)

Singles
- „The Flower Song“ (2013)
- „The Way Life Goes“ (2013)
- „The Death of Me“ (2019)
- „Rise“ (2019)